# Sterk werkwoord
De term sterk werkwoord wordt in de grammaticale ontleding en de morfologie gebruikt voor een werkwoordsklasse die als typisch kenmerk heeft dat de verleden tijd en het voltooid deelwoord worden gevormd door middel van ablaut in de stam. Het gaat hierbij vooral om werkwoorden in bepaalde subfamilies binnen de Indo-Europese talen.

## Geschiedenis
Hoewel deze manier van vervoegen volgens de historische taalkunde reeds teruggaat tot het perfectum en de aoristus van het Proto-Indo-Europees, wordt de term in de praktijk vooral gebruikt voor dit verschijnsel in West- en Noord-Germaanse talen. Zodoende wordt deze klasse onderscheiden van de zwakke werkwoorden; deze laatste groep wordt beschouwd als een typisch Germaanse innovatie. Sterke en zwakke werkwoorden kwamen reeds naast elkaar voor in het Gotisch.
Bij uitbreiding worden ook in beschrijvingen van de aoristus zoals die in het Oudgrieks voorkwam de "sterke" vormen (dat wil zeggen met klinker- en/of andere veranderingen in de stam) onderscheiden van de zwakke (dat wil zeggen met toevoeging van een sigma achter de stam).

## Achtergrond terminologie
De termen "sterk werkwoord" en "zwak werkwoord" zijn in de 19e eeuw bedacht door de Duitse taalkundige Jacob Grimm (1785-1863). Het idee achter deze terminologie was dat sterke werkwoorden "op eigen kracht" twee grammaticale categorieën – de onvoltooid verleden en de voltooide tijd – konden vormen, d.w.z. zonder de "hulp" van een extra achtervoegsel (bijv. -te in het Duits en -te/-de in het Nederlands) die zwakke werkwoorden wel nodig hebben.
Grimm beschouwde de klasse van sterke werkwoorden tevens als de meest vernieuwende.

## Voorbeeld
- lezen - las - gelezen
- spreken - sprak - gesproken